# Slender: The Arrival
Slender: The Arrival — відеогра жанру survival horror, комерційна версія Slender: The Eight Pages від Parsec Productions. На відміну від своєї попередниці гра платна. Гра має більш реалістичну графіку та цікавий сюжет. Вийшла на платформах Microsoft Windows і Mac OS X 26 березня 2013 року.

## Сприйняття
Відеогра отримала змішані відгуки від оглядачів і гравців. Так, на вебсайті-агрегаторі «Metacritic» версія відеогри для персональних комп'ютерів отримала середню оцінку 65 балів зі 100 можливих на основі 30 оглядів від оглядачів та 6,1 бала з 10 від пересічних гравців на основі близько трьох сотень дописів, PlayStation Vita — 52 зі 100 на основі 4 оглядів, PlayStation 3 — 48 на основі 4-х, PlayStation 4 — 60 на основі 8-и, Nintendo Switch — 55 на основі 5-и, Xbox 360 — 61 на основі 5-и, та Xbox One — 59 на основі 6-и. На вебсайті-агрегаторі «OpenCritic» відеогра отримала 56 балів зі 100 можливих від оглядачів на основі 27 оглядів, 4% з яких радять відеогру до придбання. Відгуки від гравців на платформі «Steam» є «дуже схвальними»: серед понад чотирьох з половиною тисяч рецензій, що лишили користувачі сервісу, 88% є позитивними.